# Mościczki
Mościczki [pronunciación en polaco: /mɔɕˈt͡ɕÉl͡ʂki/] (en alemán: Blumberger Bruch) es un pueblo ubicado en el distrito administrativo de Gmina Witnica, dentro del Distrito de Gorzów, Voivodato de Lubusz, en Polonia occidental. Se encuentra aproximadamente a 3 kilómetros al oeste de Witnica y a 28 kilómetros al oeste de Gorzów Wielkopolski.
Antes de 1945, el área fue parte de Alemania.
El pueblo tiene una población de 250 habitantes.